# Andrei Erdely
Andrei Erdely (* 2. Juni 1955 in Cluj-Napoca) ist ein ehemaliger rumänischer Eisschnellläufer.
Erdely nahm von 1971 bis 1992 an nationalen Wettbewerben teil und wurde dabei in den Jahren 1977 sowie 1978 rumänischer Meister im Großen-Vierkampf. International kam er bei der Mehrkampfweltmeisterschaft 1979 in Oslo auf den 31. Platz im Großen Vierkampf. In der Saison 1979/80 belegte er bei der Mehrkampfeuropameisterschaft 1980 in Trondheim den 22. Platz im Großen Vierkampf und bei den Olympischen Winterspielen 1980 in Lake Placid den 22. Platz über 5000 m sowie den 20. Rang über 10.000 m.

## Persönliche Bestleistungen
| Disziplin | Zeit         | Datum             | Ort                  |
| --------- | ------------ | ----------------- | -------------------- |
| 500 m     | 42,10 s      | 27. Januar 1982   | Miercurea Ciuc       |
| 1000 m    | 1:21,80 min  | 27. Januar 1982   | Miercurea Ciuc       |
| 1500 m    | 2:04,38 min  | 12. Januar 1983   | Madonna di Campiglio |
| 1500 m    | 4:17,76 min  | 8. Dezember 1979  | Inzell               |
| 5000 m    | 7:23,42 min  | 12. Januar 1983   | Madonna di Campiglio |
| 10.000 m  | 15:29,89 min | 22. Dezember 1979 | Inzell               |